# To Dream (film)
Pour plus de détails, voir Fiche technique et Distribution.
To Dream est un film indépendant britannique réalisé par Nicole Albarelli. La première sortie du film a eu lieu le 14 septembre 2016 au British Urban Film Festival (en) du The Odeon Cinema à Camden Town.

## Synopsis
Deux adolescents, Luke et Tommy, amis d'enfance, rêvent de partir en Amérique pour quitter Londres. Luke vit avec la violence de son père Charlie. Les deux garçons, sans le sou, survivent en volant de la nourriture et en vendant des livres. Lorsque Tommy n'a aucun moyen d'empêcher le père de Luke de battre ce dernier, il se rend chez un vendeur de drogues afin d'inventer une multitude de mensonges pour le sortir de cette situation.

## Fiche technique
- Titre original : To Dream
- Réalisation : Nicole Albarelli
- Scénario : Nicole Albarelli
- Cinématographie : Andrew Rodger
- Montage : Nathan Perry-Greene
- Casting : Emily Tilelli
- Production : Nicole Albarelli
- Producteurs exécutifs : Tom Tornari
- Sociétés de production : Anomaly Cinemas
- Studio : Random Media
- Pays d’origine : Angleterre, Royaume-Uni
- Langue originale : anglais
- Budget : 20,000 GBP[3]
- Format : couleur - son AAC
- Genre : drame
- Durée : 67 minutes
- Dates de sortie : 
  - Royaume-Uni : 23 août 2016
  - Royaume-Uni : 20 novembre 2018[4]

## Distribution
- Edward Hayter : Luke
- Freddie Thorp : Tommy
- Chelsea Edge : Lex
- Diana Vickers : Nikki
- Frank Jakeman : Charlie
- Adam Deacon : Easy
- Billy Barratt : Luke jeune
- Jayson Benovichi Dicken : propriétaire d'un magasin
- Jon Campling : M. Soso
- Kirsty Dillon : Helen
- Amanda Halipi : Mia
- Angela Peters : Grace
- Michael Spongey Pistolas : travailleur
- Harry Rafferty : ami du barman
- Neal Ward : barman

## Sortie
La première du film est parue le 14 septembre 2016 au British Urban Film Festival, puis est disponible devenu en streaming à partir du 20 novembre 2018.

## Réception

### Critiques
To Dream a reçu des critiques généralement positives de That Moment In. Le film a reçu une note positive de 4/5.
To Dream a reçu des critiques majoritairement de 9 sur 10 sur Film Threat.

### Distinctions
To Dream a été nommé et a gagné plusieurs prix, comme le World Music And Independent Film Festival en 2017. Edward Hayter a été nommé Meilleur Acteur et Nicole Albarelli comme la meilleure réalisatrice féminine et au Winter Film Awards aussi en 2017 pour la meilleure musique originale. Au British Urban Film Festival, Edward Hayter a été nommé meilleur acteur et Freddie Thorp meilleur acteur masculin émergant. À l'Accolade Global Film Competition, Nicole Albarelli a gagné le prix de la meilleure réalisatrice féminine.